# Thomas Briceño
Thomas Felipe Briceño González (ur. 16 września 1993) – chilijski judoka, olimpijczyk z Rio de Janeiro (2016) i Paryża (2024).
Uczestnik mistrzostw świata w 2015, 2017, 2018, 2019, 2021, 2023 i 2024. Startował w Pucharze Świata w latach 2012–2017, 2019, 2022 i 2023. Złoty medalista igrzysk panamerykańskich w 2019 i srebrny w 2023. Brązowy medalista igrzysk Ameryki Południowej w 2018 i 2022. Wygrał igrzyska boliwaryjskie w 2017. Zdobył cztery medale mistrzostw panamerykańskich w latach 2016 – 2023. Wygrał mistrzostwa Ameryki Południowej w 2018 i trzeci w 2012 roku.

## Letnie Igrzyska Olimpijskie 2016
| Konkurencja | Eliminacje             | Eliminacje            | Klas. końcowa |
| Konkurencja | Przeciwnik I           | Przeciwnik II         | Miejsce       |
| ----------- | ---------------------- | --------------------- | ------------- |
| 90 kg       | Ibrahim Khalaf (JOR) Z | Gwak Dong-han (KOR) P | 17.           |